# دهسا

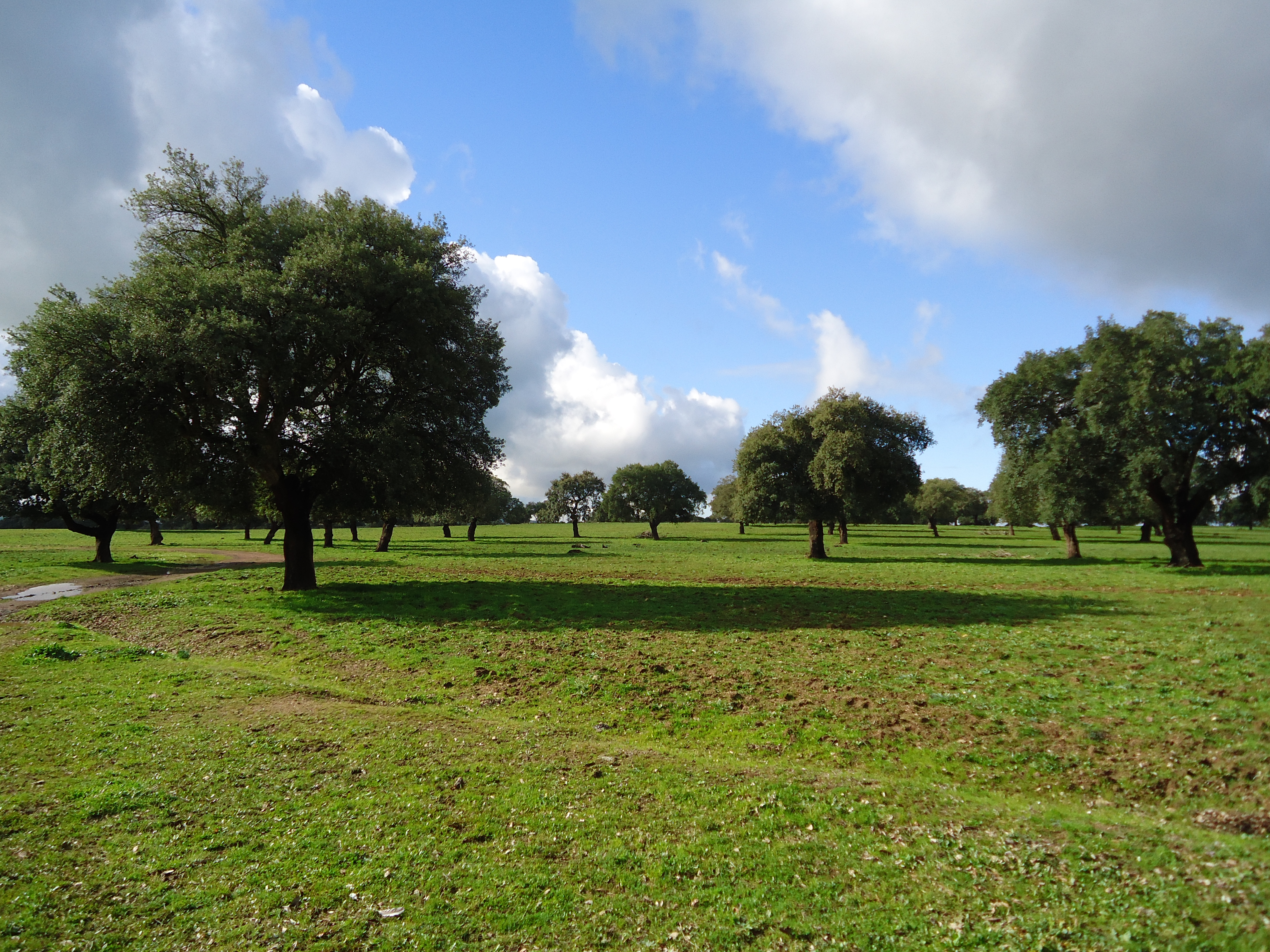
دهسا در باداخوس، جنوب غربی اسپانیا

دهسا (تلفظ در اسپانیایی: [de'esa]) یک سیستم چندمنظوره، کشاورزی-دامداری (نوعی جنگلداری کشاورزی) و چشم‌انداز فرهنگی جنوب و مرکز اسپانیا و جنوب پرتغال است؛ در پرتغال، با عنوان مونتادو شناخته می‌شود. نام آن از کلمه لاتین defensa (به معنای حصارکشی شده) گرفته شده است که به زمینی اشاره دارد که حصارکشی شده و معمولاً برای چراگاه در نظر گرفته شده است. دهساها ممکن است ملک خصوصی یا عمومی (معمولاً متعلق به شهرداری) باشند. آنها که عمدتاً برای چرای دام استفاده می‌شوند، محصولات متنوعی ازجمله محصولات جنگلی غیرچوبی مانند جانوران شکارشونده، قارچ، عسل، چوب پنبه و هیزم تولید می‌کنند. آنها همچنین برای پرورش گاو نر جنگی اسپانیایی و منبع خامون ایبری، خوک ایبری، استفاده می‌شوند. درخت اصلی آنها بلوط است که معمولاً هولم (Quercus rotundifolia) و چوب‌پنبه (بلوط چوب‌پنبه‌ای) می‌باشد. بلوط‌های دیگر، از جمله ملوخو (Quercus pyrenaica) و کِجیگو (Quercus faginea)، ممکن است برای تشکیل دهِسا (dehesa) مورد استفاده قرار گیرند، که گونه مورد استفاده بسته به موقعیت جغرافیایی و ارتفاع از سطح دریا متفاوت است. دهسا یک سیستم انسانی است که نه‌تنها انواع غذاها، بلکه زیستگاه حیات وحش را برای گونه‌های در معرض خطر انقراض مانند عقاب امپراتوری اسپانیایی فراهم می‌کند.

## بوم‌شناسی

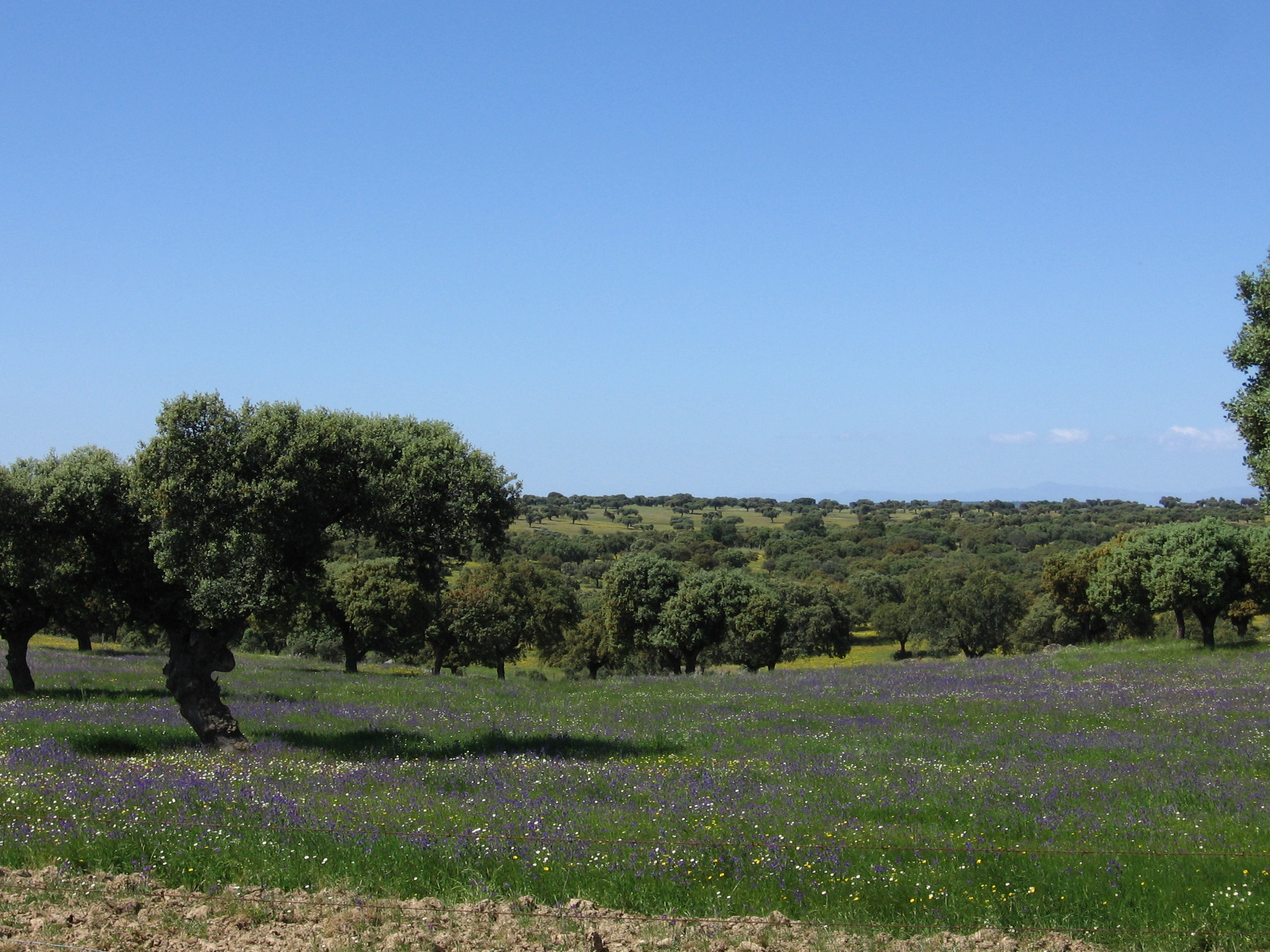
دهسا در اکسترمادورا، اسپانیا

دهسا از اکوسیستم جنگلی مدیترانه‌ای گرفته شده است که شامل علفزارهایی با گونه‌های علفی است که برای چرای گاو، بز و گوسفند استفاده می‌شود و گونه‌های درختی متعلق به جنس بلوط (Quercus) مانند بلوط هندی (Quercus rotundifolia) را شامل می‌شود، اگرچه گونه‌های درختی دیگری مانند راش و کاج نیز ممکن است وجود داشته باشند. بلوط‌ها محافظت و هرس می‌شوند تا بلوط تولید کنند، که خوک‌های سیاه معروف ایبری در پاییز در طول فصل مونتانرا از آن تغذیه می‌کنند. ژامبون تولید شده از خوک‌های ایبریایی که با بلوط پروار شده و در ارتفاعات بالا در هوا خشک می‌شوند، به‌عنوان ژامبون ایبری ("presunto ibérico" یا "pata negra" به زبان پرتغالی) شناخته می‌شود و با قیمت‌های بالا به فروش می‌رسد، به‌خصوص اگر فقط از بلوط برای پرواربندی استفاده شده باشد.
در یک دهسای معمولی، درختان بلوط حدود ۲۵۰ سال دوام می‌آورند. اگر بلوط‌های چوب‌پنبه‌ای وجود داشته باشند، بسته به میزان حاصلخیزی محل، چوب‌پنبه تقریباً هر ۹ تا ۱۲ سال برداشت می‌شود. معمولاً هر ۷ تا ۱۰ سال یکبار، زیر درختان را پاکسازی می‌کنند تا از تصرف جنگل توسط درختچه‌های خانواده رز سنگی (گل‌آفتابیان)، که اغلب به آنها «جارا» گفته می‌شود، یا نهال‌های بلوط، جلوگیری شود. درختان بلوط با فاصله از هم کاشته می‌شوند تا با متعادل کردن نور برای علف‌های زیرین، مصرف آب در خاک و تولید بلوط برای خوک‌ها و حیوانات شکاری، بهره‌وری کلی را به حداکثر برسانند.
دهسا از بسیاری جهات شبیه به جنگل بلوط کالیفرنیا است، اگرچه معمولاً با شدت بیشتری مدیریت می‌شود.

## اهمیت و زمینه اقتصادی

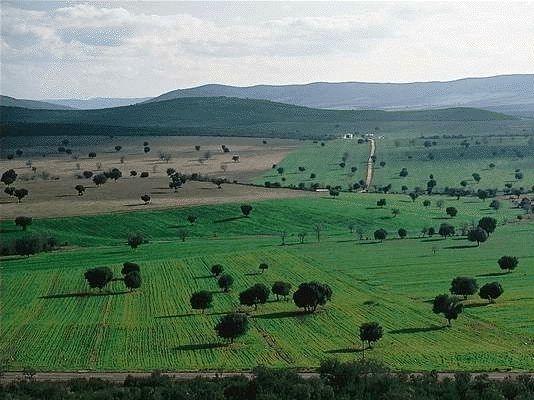
یک دهسا در کوه‌های تولدو

سیستم دهسا به‌دلیل حجم زیاد زمین‌های مورد استفاده و اهمیت آن در حفظ سطح جمعیت روستایی، از اهمیت اقتصادی و اجتماعی زیادی در شبه جزیره ایبری برخوردار است. منبع اصلی درآمد برای صاحبان دهسا معمولاً چوب‌پنبه، یک محصول پایدار که از این سیستم تولید باستانی و بلوط‌های کهنسال است.

## وسعت
دهساها نزدیک به ۲۰٬۰۰۰ کیلومتر مربع از شبه جزیره ایبری را پوشش می‌دهند، که عمدتاً در مناطق زیر واقع شده‌اند:
پرتغال
- آلنتخو
- آلگاروه

اسپانیا
- کوردوبا
- اکسترمادورا
- سالامانکا
- سیرا مورنا
  - سیرا د آراسنا
  - سیرا نورت د سویا